# Mikania
Genre
Classification phylogénétique
Mikania est un genre de plante à fleurs de la famille des Asteraceae. Les espèces sont de lianes grimpantes. Mikania laevigata et Mikania glomerata sont utilisées comme plantes médicinales.
Le genre porte le nom du botaniste Joseph Gottfried Mikan.

## Liste d'espèces
- Mikania amara (Vahl) Willd.
- Mikania banisteriae DC.
- Mikania batatifolia DC.
- Mikania congesta DC.
- Mikania cordata (Burm.f.) B.L.Rob.
- Mikania cordifolia (L.f.) Willd.
- Mikania fragilis Urb.
- Mikania glomerata Spreng.
- Mikania guaco Humb. & Bonpl.
- Mikania hookeriana DC.
- Mikania latifolia Sm.
- Mikania micrantha Kunth
- Mikania odoratissima Urb.
- Mikania ovalis Griseb.
- Mikania pachyphylla Urb.
- Mikania porosa Urb.
- Mikania scandens (L.) Willd.
- Mikania speciosa DC.
- Mikania stevensiana Britton